# 我很好只是你不知道
《我很好只是你不知道》（Super Cinderella，又名《超级灰姑娘》、《杜齐花姑娘》 ），為於2013年於中國福州取景拍攝的偶像劇，由邱澤、海陸主演，2013年8月開拍，同年10月殺青，預計於2014年上檔。

## 劇情
李锋（邱泽 飾）與杜齐花（海陆 飾）的戀愛故事

## 主要演員
| 演員   | 角色   | 暱稱／關係 |
| 邱澤   | 李鋒   | 醫生       |
| 海陸   | 杜齊花 | 店員       |
| 任東霖 | 張摩西 | 富二代     |
| 鄧倫   | 杜齊天 | 齊花弟弟   |
| 周楚楚 | 徐杭珊 | 千金       |
| 湯晶媚 | 崔語墨 | 拜金女     |
| 李國超 |        | 齊花父親   |
| 宗峰岩 |        |            |

## 外部連結
- 《我很好只是你不知道》新浪微博
- 豆瓣电影上《我很好只是你不知道》的資料 （简体中文）